# Club Atlético Torino de Talara
L'Atlético Torino és un club peruà de futbol de la ciutat de Talara. Fou fundat el 20 de març de 1957.

## Palmarès
- Copa Perú:[2]
  - 1970, 1975, 1977, 1982, 1994
- Campió Regional de la zona nord:
  - 1984

## Evolució de l'uniforme
| 1957–79 | 1980 | 198? | 198?–07 | 2008–10 | 2011 | 2012 |  |